# Universal Pulse
Universal Pulse è il decimo album in studio del gruppo musicale alternative rock statunitense 311, pubblicato nel 2011.

## Tracce
1. Time Bomb – 3:16 (Nick Hexum, Tim Mahoney, SA Martinez, Aaron "P-Nut" Wills)
2. Wild Nights – 3:38 (Hexum, Martinez, Chad Sexton, Wills)
3. Sunset in July – 3:56 (Hexum, Martinez, Sexton, Wills)
4. Trouble – 3:32 (Hexum)
5. Count Me In – 3:27 (Hexum, Martinez)
6. Rock On – 3:29 (Hexum, Martinez, Sexton)
7. Weightless – 3:19 (Hexum, Martinez)
8. And a Ways to Go – 4:18 (Hexum, Martinez, Wills)

## Formazione
- Nick Hexum - voce, chitarra
- SA Martinez - voce, scratches
- Chad Sexton - batteria, percussioni
- Tim Mahoney - chitarra
- Aaron "P-Nut" Wills - basso

## Classifiche
| Classifica (2011) | Posizione raggiunta |
| ----------------- | ------------------- |
| Stati Uniti       | 7                   |